# Wilfrid
Wilfrid av York eller Wilfrid av Ripon eller bara Wilfrid (ursprungligen stavat Wilfrith), född cirka 633, död cirka 709, var en engelsk biskop som i dag vördas som helgon. Han föddes i en northumbrisk adelsfamilj. I tonåren gick han i kloster, och efter studier i Lindisfarne, Canterbury, i Gallien och i Rom återvände han omkring år 660 till Northumbria som abbot i ett nyligen grundat kloster i Ripon. År 664 agerade han som talesman för Rom vid synoden i Whitby, där han blev känd för det tal i vilket han förespråkade att man skulle anta den romerska metoden för bestämning av datumet för Jesu uppståndelse. Framgången fick kung Oswius son Alhfrith att utnämna honom till biskop av Northumbria. Wilfrid valde att låta sig biskopsvigas i Gallien, eftersom han ansåg att det inte fanns några giltigt vigda biskopar i England vid denna tid. Under Wilfrids frånvaro förefaller Alhfrith ha lett ett misslyckat uppror mot sin far, kung Oswiu, vilket fick till följd att utnämningen av Wilfrid ifrågasattes. Innan denne hann återvända utnämnde Oswiu istället Ceadda till biskop. Wilfrid drog sig därför tillbaka till Ripon under några år, innan han återvände till Northumbria.
Theodore av Tarsus löste situationen sedan han år 668 utnämnts till ärkebiskop av Canterbury. Han avsatte Ceadda och återinsatte Wilfrid som biskop av Northumbria. Under de kommande nio åren utförde Wilfrid sitt biskopliga uppdrag genom att bland annat grunda kloster, bygga kyrkor och förbättra liturgin. Stiftet var emellertid mycket stort, och Theodore ville reformera den engelska kyrkan genom att bland annat dela upp de större stiften i mindre. Då Wilfrid blev oense med kungen av Northumbria, Ecgfrith, grep Theodore tillfället att trots Wilfrids protester sätta sina planer i verket. Efter att Ecgfrith förvisat honom från York reste Wilfrid till Rom för att klaga hos påve Agatho. Denne dömde till Wilfrids favör. Ecgfrith vägrade dock följa påvens bud och när Wilfrid återkom lät han fängsla och därefter landsförvisa honom.
Wilfrid tillbringade de nästkommande åren i Selsey som han gjorde till biskopssäte och omvände invånarna i kungariket Sussex till kristendomen. Theodore och Wilfrid slöt fred och Theodore övertalade den nye kungen av Northumbria, Aldfrith, att låta Wilfrid återvända. Aldfrith gick med på detta men landsförvisade år 691 Wilfrid på nytt. Denne begav sig då till Mercia, där han bistod missionärer och fungerade som biskop. Wilfrid vädjade år 700 till påven om hjälp med att få sin förvisning upphävd, och denne beordrade att ett möte skulle hållas för att besluta i ärendet. Mötet som ägde rum i Austerfield år 702 försökte konfiskera Wilfrids alla tillgångar. Wilfrid reste då till Rom för att överklaga. Hans motståndare i Northumbria valde då att exkommunicera Wilfrid, men denne hade påven på sin sida och Wilfrid återfick sina kloster i Ripon och i Hexham. Han dog år 709 eller 710. Efter sin död vördas han som helgon.
Historiker har vare sig förr eller senare varit eniga i sina bedömningar av Wilfrid. Hans följare gav Stefan av Ripon i uppdrag att skriva levnadsskildringen, helgonberättelsen Vita Sancti Wilfrithi kort efter Wilfrids död, och även den medeltida historikern Beda skrev mycket om honom. Wilfrid levde överdådigt och färdades med stort följe. Han styrde över ett stort antal kloster, och det hävdas att han var den som först införde benediktinregeln i engelska kloster. En del nutida historiker ser honom huvudsakligen som förkämpe för romersk-katolsk kyrkotradition gentemot den keltiska eller iriska traditionen, andra som en monasticismens förespråkare.

## Bakgrund

Anglosaxiska kungadömen, sent 600-tal.

Under Wilfrids levnad bestod de brittiska öarna av en mängd mindre kungadömen. Traditionellt har man antagit att det engelska folket varit uppdelat på sju kungadömen, men modern historiografi har visat att detta är en förenkling av ett betydligt mer komplicerat läge. En källa från sent 600-tal, Tribal hidage, förtecknar folken söder om floden Humber. Bland de största folken märks västsaxare (senare Wessex), östangler, mercier (senare kungadömet Mercia) och kungadömet Kent. Det fanns även mindre folkgrupper som vid denna tid hade egen kung, men senare kom att uppgå i större kungariken. Till dem hör folken i Magonsæte, Lindsey, Hwicce, östsaxare, sydsaxare, folket på Isle of Wight och mellanangler. Ännu mindre folk hade också sina egna härskare men var så obetydliga att de inte förekommer särskilt ofta i historieskrivningen. Det fanns också infödda britanner i dagens Wales och Cornwall som utgjorde egna kungadömen, däribland Domnonée, Dyfed och Gwynedd.
Mellan Humber och Firth of Forth hade engelsmännen bildat två huvudsakliga kungadömen, Deira och Bernicia, vilka ofta tillsammans räknades som kungadömet Northumbria. Ett antal keltiska kungadömen har också funnits i regionen, däribland Craven, Elmet, Rheged och Gododdin. Ett fristående britanniskt kungadöme, senare kallat kungadömet Strathclyde, överlevde som egen entitet till 900-talet i det område som i dag omfattar Dunbartonshire och Clydesdale. Nordväst om Strathclyde låg det gaeliska kungadömet Dál Riata och i nordost fanns ett mindre antal piktiska kungadömen. Ännu längre norrut låg det mäktiga piktiska kungadömet Fortriu, vilket efter Slaget vid Dun Nechtain år 685 blev det starkastes riket i Britanniens norra delar. Folken på Irland hade alltid haft kontakter med de övriga brittiska öarna och under det tidiga 500-talet invandrade man från ön Irland för att bilda kungadömet Dál Riata. I vilken grad detta skedde genom erövring är föremål för diskussion historikerna emellan. Det förefaller också sannolikt att irländarna slog sig ner i delar av Wales. Även efter denna period av irländsk immigration var irländska missionärer aktiva i Britannien.
Kristendomen hade precis anlänt till några av dessa kungadömen. Några hade omvänts av den gregorianska missionen, en grupp missionärer från Rom som kom till Kent år 597 och som huvudsakligen verkade i södra Britannien. Andra hade omvänts av den irländsk-skotska missionen, huvudsakligen genom irländska missionärer verksamma i Northumbria och intilliggande kungadömen. Några få kungadömen, till exempel Dál Riata, kristnades också, men hur detta gick till är inte känt. Enligt historikern Beda omvändes pikterna i två steg, först av infödda britanner under Ninian och sedan av irländska missionärer.

## Tidiga år (från barndom till abbot)

### Barndom och uppväxt
Wilfrid föddes i Northumbria omkring år 633. Den kanadensiske historikern James Fraser hävdar att Wilfrid var av adlig familj från Deira; detta på grund av att Wilfrids första kontakter var med människor från detta område. Efter att Wilfrid blivit osams med sin styvmor när han var cirka 14 år gammal lämnade han hemmet, förmodligen utan sin fars samtycke. Wilfrids familj beskrivs aldrig uttryckligen som adlig, men kungens män var ofta gäster hos dem och då han lämnade hemmet utrustades sällskapet med hästar och kläder värdiga ett kungligt hov.
När Wilfrid kom till Kung Oswius hov kom drottning Eanflæd att bli hans beskyddare. Hon satte honom i studier hos Cudda, som tidigare tjänat under hennes make men vid den här tiden, omkring 648, var munk på ön Lindisfarne. Klostret på ön hade nyligen grundats av Aidan, som haft stor betydelse för omvändelsen av folket i Northumbria till kristendomen. Under sin tid i Lindisfarne sägs Wilfrid "ha lärt sig hela Psaltaren utantill, därtill många böcker". Wilfrid studerade i Lindisfarne i några år innan han år 652 begav sig till kungen av Kents hov i Canterbury, där han bodde hos släktingar till drottning Eanflæd. För att se till att drottningens kusin, kung Eorcenberht, skulle ta emot Wilfrid försåg hon honom med ett introduktionsbrev. Under sin tid i Kent hade Wilfrid en tillskyndare i Eanflæds kusin Hlothere, som senare (mellan 673 och 685) blev kung av Kent. Hovet i Kent gästades vid den här tiden av flera präster, däribland den kände missionären Benedict Biscop. Wilfrid verkar ha tillbringat omkring ett år i Kent, men exakta datum är inte kända.

### Tiden i Rom och Lyon

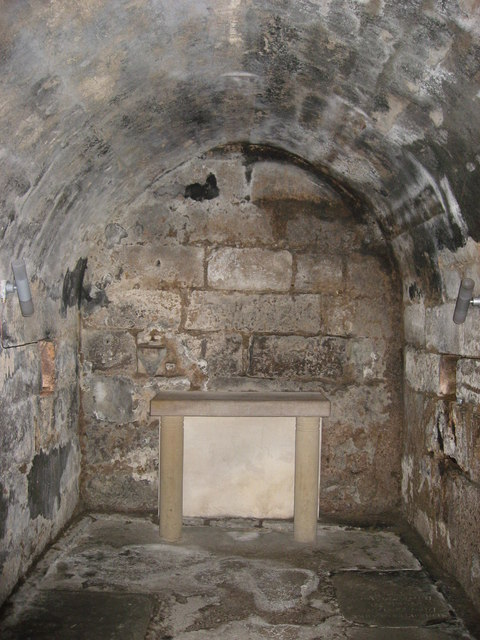
En krypta från 600-talet i Hexham Abbey, där Wilfrid kan ha förvarat reliker han tagit med sig från kontinenten.

Tillsammans med Benedict Biscop, en kontakt Wilfrid fått via Eanflæd, begav sig Wilfrid till Rom. Denna pilgrimsresa är såvitt känt den första som gjorts av infödda engelsmän, och skedde någon gång mellan åren 653 och 658. Enligt Wilfrids biograf Stefan av Ripon skall Wilfrid ha lämnat Biscop med sällskap i Lyon, där Wilfrid bodde under ärkebiskop Annemunds beskydd. Enligt Stefan ville Annemund gifta bort Wilfrid med sin niece och göra honom till guvernör i en provins i Frankerriket, men Wilfrid avböjde och fortsatte resan mot Rom. I Rom lärde han sig den romerska metoden för att med påsktavla räkna ut dagen för Jesu uppståndelse. Han studerade även romersk praxis för att tillvarata reliker. Efter en audiens hos påven återvände Wilfrid till Lyon.
Stefan av Ripon hävdar att Wilfrid skall ha varit i Lyon i tre år och att han inte lämnade staden förrän efter att ärkebiskopen mördats. Annemund mördades dock 660, och eftersom Wilfrid återvände till England år 658 torde Stefans kronologi vara felaktig. Annemund mördades på order av Balthild, mor till kung Chlothar III. Stefan säger vidare att Annemund gav Wilfrid tonsuren vilket dock inte innebar att denne blev munk, bara att han blev präst. Beda säger inget i frågan om Wilfrids monastiska status. Det är dock troligt att Wilfrid blev munk under tiden i Rom, alternativt senare i Gallien. Det finns även en del historier som hävdar att Wilfrid inte var munk överhuvudtaget. Under tiden i Gallien tog Wilfrid till sig frankiska kyrkliga seder. En del av dessa fick han från de kloster som grundats av Columbanus. Influenserna blir synliga senare i Wilfrids liv genom hans ceremonier för invigning av kyrkor; ceremonier som man antar att han lärt sig av frankerna, liksom genom hans val att anställa frankiska fria murare till kyrkobyggen. Eftersom Columbanus kloster följde benediktinregeln bör han även ha lärt sig om denna i Gallien.

### Abbot i Ripon
Sedan Wilfrid omkring år 658 återvänt till Northumbria rekommenderade kung Cenwalh av Wessex Wilfrid till Alhfrith, Oswius son, som en prästman väl förfaren i romersk rit och liturgi. Alhfrith var lydkung i Deira under sin faders regeringstid, och den mest sannolike arvtagaren till tronen eftersom hans halvbröder fortfarande var unga. Kort före 664 fick Wilfrid av Aldfrith det kloster som han nyligen grundat i Ripon med hjälp av munkar från Melrose Abbey och som följde irisk-skotska klosterseder. Wilfrid avsatte abbot Eata eftersom denne inte ville följa romersk rit och förvisade flera munkar, däribland Cuthbert av Lindisfarne som senare helgonförklarades. Wilfrid införde benediktinregeln i Ripon och hävdade att han var den förste i England som fick ett kloster att följa den, men detta påstående kommer från Vita Sancti Wilfrithi och säger inget närmare om var Wilfrid fick veta något om benediktinregeln, inte heller vilken form av regeln som avses. Kort därefter prästvigdes Wilfrid av Agilbert, biskop av Dorchester i kungadömet Gewisse, som var en del av Wessex. Agilberts blev Wilfrids beskyddare, och hjälpte senare till med Wilfrids biskopsvigning. Munken Ceolfrith lockades till Ripon från klostret Gilling Abbey, som nyligen hade avfolkats på grund av pest. Ceolfrith blev senare abbot i Wearmouth-Jarrow medan Beda var munk i klostret. Beda nämner knappt något om relationerna mellan Ceolfrith och Wilfrid, men det var Wilfrid som prästvigde Ceolfrith och gav honom lov att flytta över till Wearmouth-Jarrow.

## Synoden i Whitby

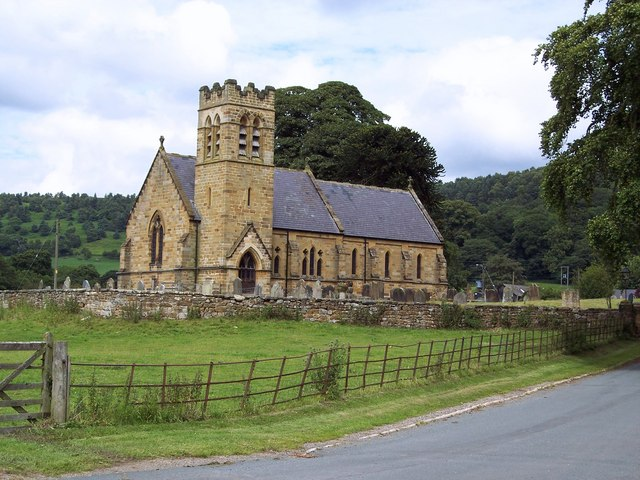
Kyrkan i Kirby Knowle är uppkallad efter Wilfrid.

### Bakgrunden till Whitby
De romerska kyrkorna och de på de brittiska öarna (ofta kallade "keltiska kyrkor") använde olika metoder för att räkna ut tiden för påsk. Kyrkorna i Northumbria använde av tradition den keltiska metoden och det gjorde även kung Oswiu. Hans drottning Eanflæd och sonen Alhfrith firade emellertid påsk enligt den romerska kalendern, vilket betydde att en del av hovet fortfarande fastade, medan den andra delen av hovet festade.
År 664 kallade därför Oswiu till kyrkomöte, eller synod, i Whitby Abbey i ett försök att lösa den så kallade påskstriden. Oswiu var själv uppvuxen i keltisk tradition men politisk påverkan kan ha lett till beslutet att sammankalla synoden, tillsammans med oro för att meningsskiljaktigheter kring påskdatumen skulle kunna leda till interna stridigheter. Historikern Richard Abels spekulerar att avsättningen av Eata från Ripon kan ha varit gnistan som utlöste kungens beslut att kalla till synod. Lokala spänningar i Northumbria mellan de två mer traditionella fraktionerna Bernicia och Deira tycks ha spelat in, eftersom präster i Bernicia föredrog den keltiska metoden medan deras ämbetsbröder i Deira kan ha lutat mer åt det romerska sättet. Abels identifierar flera konflikter som bidrog såväl till att synoden kallades samman som till dess utslag, inklusive en generationsstrid mellan Oswiu och Alhfrith samt ärkebiskopen Deusdedit av Canterburys död. Politiska frågor, som inte hade med själva datumfrågan att göra, men som också bidrog, var Oswius minskande dominans över de övriga engelska kungadömena och att Mercia utmanade denna maktposition.

### Synoden
Under synoden tillhörde Wilfrid den falang som förespråkade den romerska metoden. På sin sida hade han också Jakob Diakonen, Agilbert och Alhfrith. Bland förespråkarna för den keltiska metoden fanns kung Oswiu, abbedissan Hilda av Whitby, biskopen Cedd och biskop Colmán av Lindisfarne.
Wilfrid utsågs att redogöra för den romerska ståndpunkten; Han agerade även som Agilberts tolk, eftersom denne inte talade det lokala språket. Agilbert kom senare att förvisas från sitt biskopsdöme i England av kungen av Wessex eftersom denne inte förstod biskopen. Enligt Beda sade Wilfrid att alla som inte räknade fram påskens datum enligt den romerska metoden begick en synd. Wilfrids tal till stöd för den romerska kalendern bidrog till det "keltiska" partiets tillbakagång år 664.(Det är oklart hur mycket av talet i Bedas version som faktiskt är Wilfrids, och hur mycket som skrivits av Beda i efterhand). De flesta irländska kyrkorna antog dock inte det romerska sättet förrän år 704. Iona gjorde det först år 716. Vissa walesiska kyrkor övergick inte till romersk-katolsk praxis förrän år 768. Många av de irländska klostren följde inte romersk praxis, men de var inte isolerade från Kontinentaleuropa; vid tiden för synoden i Whitby hade redan södra Irland övergått till romersk praxis och irländska präster stod i kontakt med sina kolleger på kontinenten. De munkar och präster som inte kunde acceptera utgången av synoden i Whitby lämnade Northumbria. Några begav sig till Irland och andra till Iona.

## York

Kung Oswius släktträd.

### Upphöjning till biskop
Efter att de keltiska kyrkornas anhängare hade dragit sig tillbaka efter synoden i Whitby kom Wilfrid att bli Northumbrias mest framstående kyrkoman. Som en följd av detta, och på grund av hans insats i Whitby, fick Wilfrid ett biskopssäte i Northumbria omkring ett år efter synoden. Det är oklart var hans stift var beläget, även det har antagits att han var biskop under Alhfrith. Vita Sancti Wilfrithi hävdar att han nominerades av både Oswiu och Alhfrith, att han biskopsvigdes i York och att han var metropolit, men York var inte ett metropolitdöme vid denna tid. York fick inte status av metropolitdöme förrän år 735. Beda hävdar att det endast var Alhfrith som nominerade Wilfrid, och att Oswiu senare föreslog en alternativ kandidat och därigenom "följde sin sons exempel". Många teorier har försökt förklara skillnaderna mellan de två källorna. En uppgift gör gällande att Alhfrith ville att biskopssätet skulle vara i York, en annan att Wilfrid bara var biskop av Deira och en tredje hävdar att Wilfrid aldrig var biskop i York och att hans stift bara bestod av en del av Deira. Emellertid var inte de anglosaxiska stiften vid denna tid strikt geografiska områden, utan snarare biskopsdömen för stammar eller folk.
Wilfrid vägrade att låta sig biskopsvigas av anglosaxiska biskopar i Northumbria. Deusdedit hade avlidit inte långt efter synoden i Whitby och eftersom det inte fanns några andra biskopar i Britannien som Wilfrid ansåg vara lagligen biskopsvigda begav han sig till Compiègne för att låta sig vigas av Agilbert, ärkebiskop av Paris. Under sin tid i Gallien kom Wilfrid i kontakt med ett mer avancerat ceremoniel än vad som var brukligt i Northumbria. Ett exempel på detta är att nio biskopar bar honom på en tron till hans biskopsvigning.

### Förseningar och svårigheter
Wilfrid drog ut på sin återresa från Gallien, bara för att upptäcka, då han återkom till Northumbria, att Ceadda hade installerats som biskop i hans ställe. Orsaken till förseningen har aldrig blivit klarlagd, även om historikerna Eric John och Richard Abels förmodar att den kan ha orsakats av Alhfriths misslyckade revolt mot Oswiu. De antar att upproret ägde rum strax efter synoden i Whitby, kanske medan Wilfrid var i Gallien för att biskopsvigas. Eftersom Oswiu visste att Wilfrid hade stöd i Alhfrith skulle enligt samma teori, Oswiu ha förhindrat Wilfrid att återvända eftersom han misstänkte att Wilfrid stödde Oswius motståndare. Det faktum, att Ceadda stöddes av Oswiu och att Wilfrid stödde Oswius son, ger ytterligare stöd åt teorin att Alhfriths uppror skall ha ägt rum då Wilfrid var i Gallien. Stefan av Ripon beskriver att Wilfrid förvisades av "kvartodecimaner", det vill säga de som firade påsk den 14:e dagen i den judiska månaden nisan, oavsett om denna inföll på en söndag eller ej. Eftersom den irländska kyrkan aldrig varit kvartodecimaner var detta ett rent påhitt av Stefan för att framhålla Wilfrid i gynnsam dager.
Under resan tillbaka till Northumbria blåstes Wilfrids båt i land på Sussex kust, där invånarna vid denna tid var hedningar. Då invånarna anföll dem dödade Wilfrids sällskap deras präst innan man kunde fly ut till havs. Historikern Marion Gibbs föreslår att det var efter denna händelse som Wilfrid åter besökte Kent och deltog i de diplomatiska förhandlingarna för att Wighard skulle väljas till biskop i Canterbury. Wilfrid kan också ha deltagit vid de förhandlingar som syftade till att förmå kung Cenwalh av Wessex att låta Agilbert återvända till dennes stift.

### Gynnsamt resultat

Wulfhere av Mercias släktträd.

Efter att ha nekats sin tjänst tillbringade Wilfrid de tre åren mellan 665 och 668 som abbot i ett kloster i Ripon. Emellanåt agerade han som biskop i Mercia och Kent, men aldrig norr om floden Humber. Historikern James Fraser hävdar att Wilfrid skulle ha nekats återvända till Northumbria och istället gått i exil vid hovet i Mercia, men flerparten historiker anser att Wilfrid var i Ripon.
Wilfrids klosteregendomar i Mercia kan dateras till denna tid, eftersom kung Wulfhere av Mercia gav honom stora landområden i Mercia. Wilfrid kan år 669 ha övertalat kung Ecgberht av Kent att bygga en kyrka i en övergiven romersk befästning i Reculver. Då Theodore, den nyutnämnde ärkebiskopen av Canterbury, kom till England år 669 stod det klart att något måste göras åt situationen i Northumbria. Valet av Ceadda var olämpligt, och Theodore ansåg inte att Ceaddas biskopsvigning var giltig. Med anledning av detta avsatte Theodore Ceadda, även om han snart åter vigde honom och utnämnde honom till biskop av Lichfield. Vita Sancti Wilfrithi säger att Wilfrid bad Theodore att utnämna Ceadda till biskop av Lichfield. Avsättningen av Ceadda öppnade dörren för Wilfrid som till slut kunde installeras i sitt ämbete år 669, och han blev därigenom den förste saxaren att bli biskop av York. Wilfrid kom att tillbringa de kommande nio åren med att bygga nya kyrkor, bland annat i kloster i Hexham, och ägna sig åt stiftsgöromål. Han fortsatte utöva kontroll över sina kloster i Ripon och Hexham under sin tid som biskop. Oswius död 15 februari 670 lättade ytterligare på trycket och bidrog till att befästa Wilfrids återkomst.
Under sin tid i York ansågs Wilfrid vara "biskop över folken i Northumbria" och Beda noterar att Wilfrids stiftsgränser följde samma gränser som Oswius kungadöme. Stiftsgränsen låg dock norr om Humber. Wilfrid kan också ha utövat någon form av kyrkligt inflytande i det piktiska kungadömet, eftersom han år 669 omnämns som "Biskop över northumberna och pikterna". Ytterligare bevis på influenser från Northumbria i pikternas områden är upprättandet av ett stift i Abercorn, mitt i det gamla brittiska kungadömet Gododdin. Att Wilfrid fick landområden väster om Penninerna vittnar om Northumbrias expansion i det området. Vita Sancti Wilfrithi hävdar att Wilfrid utövade kyrklig kontroll över britanner och skoter. År 679, då Wilfrid var i Rom, hävdade han sin makt över "hela den norra delen av Britannien, Irland och öarna, vilka bebos av engelska och britanniska folk, liksom av skoter och pikter".

### Stiftsangelägenheter
Wilfrid deltog inte vid synoden i Hertford i september 672, men skickade ombud. Bland synodens beslut fanns att skjuta upp beslut om att skapa nya stift, vilket senare kom att påverka Wilfrid. Ett annat beslut bekräftade att den romerska metoden för att räkna ut påskdagarna skulle användas, samt att biskopar fick agera enbart inom sitt eget stift. I mitten av 670-talet agerade Wilfrid mellanhand i förhandlingarna om att låta merovingernas prins Dagobert II återvända till Gallien från sin exil på Irland. Dagobert blev kung av Austrasien år 676, men mördades 680. Wilfrid var en av de första kyrkomän som använde sig av skriftliga dokument för att dokumentera gåvor till sina kyrkor. Till invigningen av kyrkan i Ripon beordrade han att en lista över alla bidragsgivare skulle sammanställas och läsas upp.
Wilfrid var en ivrig tillskyndare av musik i rituella sammanhang. Han skickade efter en körlärare från Kent för att instruera prästerskapet i kyrkomusik i romersk stil, vilket bland annat innefattade en dubbelkör som sjöng antifoner och responsorier. Beda säger att körläraren hette Æddi (Eddius på latin) och hade efternamnet Stephen. Detta har vanligen tolkats av historiker som att Æddi skulle vara samma person som Stefan av Ripon, författaren till Vita Sancti Wilfrithi, vilket i sin tur lett till antagandet att Vita baserades på en av Wilfrids gamla vänners minnen. Senare forskning visar dock att Vita inte skrevs av körläraren, utan av någon som varit bekant med Wilfrid under de sista åren av dennes liv men inte varit en nära vän.
Wilfrid introducerade benediktinregeln i de kloster han grundade. Eftersom det saknas bevis för att Augustinus kloster i Canterbury följde regeln, är det sannolikt att Wilfrid var den som introducerade denna klosterregel i England. Han var också en av de första anglosaxiska biskoparna att nedteckna landgåvor och donationer till sin kyrka, så som han gjorde i Ripon. Påsktavlor, som användes för att räkna ut det rätta datumet för påsken, hämtades till England från Rom där Dionysius påsktavlor nyligen tagits i bruk. Han grundade skolor och var rådgivare i trosfrågor åt drottning Æthelthryth av Northumbria, Ecgfriths första hustru. Æthelthryth donerade det landområde i Hexham där Wilfrid grundade ett kloster och byggde en kyrka, bland annat av sten från den tidigare romerska staden Corbridge. Då Wilfrid kom till York som biskop var katedralens tak nära att rasa in. Han lät reparera det och täcka det med blyplåt, och även sätta in glas i fönstren.
Historikern Barbara Yorke har sagt om Wilfrid att han under denna tid "verkar har fortsatt sin kampanj mot alla eventuella spår av "irländska misstag" och han misstrodde alla grupper som fortsatte stå i kontakt med Iona eller andra irländska kloster som inte följde den romerska påsken". Han motarbetade också hedendomen, bland annat genom att bygga en kyrka i Melrose på en plats som tidigare använts för hednadyrkan. Hans samtida sade om honom att han var den förste infödde biskopen att "introducera de katolska sätten i Englands kyrkor". Han försummade inte sina pastorala plikter i stiftet utan reste runt i hela stiftet för att döpa och utföra andra biskopliga åtaganden, till exempel att inviga nya kyrkor. Några av klostren i hans stift lades under hans beskydd av deras abbotar eller abbedissor som behövde någon som kunde skydda deras förläningar. Wilfrid kan ha influerats till att överta styret i dessa kloster av den irländska modellen, där flera kloster styrdes av en och samma person som ibland kunde vara en biskop.
Wilfrid fick kritik för att han klädde sitt hushåll och sina tjänare i närmast hovdräktsliknande kläder. På sina resor åtföljdes han av en följde med soldater. I York skickade Wilfrid en gång en av dem för att föra bort en ung pojke vars familj hade lovat honom till klostret, men sedan ångrat sig. Wilfrid utbildade också unga män, såväl för kyrklig som världslig tjänst.

## Förvisning

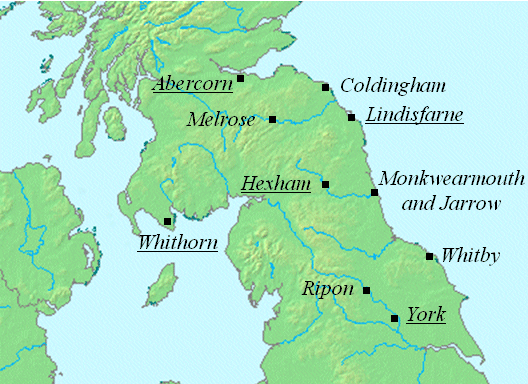
Karta över kloster och biskopsdömen i Northumbria cirka 670. Biskopsdömena är understrukna.

### Dispyt med kungen
Under 677 eller 678 hamnade Wilfrid i dispyt med Ecgfrith, och Wilfrid förvisades från sitt biskopssäte. Abbedissan Hilda av Whitby var en av ledarna i en gruppering i den northumbriska kyrkan som var negativt inställd till Wilfrid, och hennes nära band till Theodore bidrog till att underminera Wilfrids ställning i Northumbria. En annan bidragande orsak till Wilfrids förvisning var att han hade uppmuntrat Æthelthryth att gå i kloster. När hon drog sig tillbaka till Ely Abbey hade han själv givit henne doket vid ceremonin som markerar inträdet i nunneorden. Den mark som Wilfrid använt för att grunda Hexham Abbey hade skänkts av Æthelthryth. Historikern N. J. Higham hävdar att den hade varit en del av drottningens brudgåva och att när Ecgfrith gifte om sig ville hans nya drottning återta den. Historikern Eric John anser att även Wilfrids nära band till kungadömet Mercia bidrog till hans problem med Ecgfrith, även om John betonar att dessa band var nödvändiga för de kloster som Wilfrid bildade, varav en del låg i Mercia. Wilfrid förlorade inte bara sitt stift utan även kontrollen över sina kloster.
Theodore drog fördel av situationen och genomdrev de bestämmelser som fattats vid olika koncilier och möten om uppdelning av större stift. Theodore skapade därför nya biskopsdömen ur Wilfrids stift, med säten i York, Hexham, Lindisfarne och ett i Lindsey. Biskopsdömet i Lindsey uppgick snart i Lichfields stift, men de andra tre förblev egna stift. De biskopar som valdes till dessa stift, Eata i Hexham, Eadhæd i Lindsey och Bosa i York, hade samtliga antingen själva tillhört den keltiska fraktionen i synoden i Whitby, eller utbildats av dem. Dessutom hade Wilfrid förvisat Eata från Ripon. Wilfrid kunde inte acceptera de nya biskoparna utan hävdade att de inte var sanna medlemmar av kyrkan eftersom de ville använda sig av den keltiska standarden för beräkning av påsktiden, och att han därför inte kunde tjänstgöra jämsides med dem. Ett annat problem som Wilfrid kan ha haft med de tre biskoparna var att de inte kom från vare sig hans kloster eller de religiösa gemenskaperna i respektive biskopssäte. Detta stred emot tidens sed som var att biskoparna helst skulle väljas ur lokalbefolkningen. Wilfrids avsättning från biskopsstolen tilltrasslades också av en tvist om huruvida den gregorianska planen för Britannien, med två metropolitdömen varav ett i York, skulle fullföljas eller överges. Wilfrid förefaller ha menat att han hade rättmätig status som metropolit över Englands norra delar, men Theodore erkände aldrig detta anspråk utan menade sig ha rätt att styra hela Britannien.

### Överklagan till Rom
Efter sin förvisning begav sig Wilfrid till Rom för att överklaga Theodores och Ecgfriths beslut, och blev därigenom den förste engelsman att utmana ett kungligt eller kyrkligt beslut genom att vända sig till påven. Han var länge den ende engelska biskopen som överklagat en kunglig befallning till dess William de St-Calais överklagade ett beslut av kung Vilhelm II till Rom år 1088. På vägen dit var han vid den frisiske kungen Aldgisls hov i Utrecht under större delen av år 678. Wilfrids skepp hade blåsts ur kurs under resan från England till kontinenten och enligt vissa historiker kom man till Friesland. Andra historiker hävdar att han avsåg att resa just via Friesland för att undvika Neustrien, vars maior domus, Ebroin, inte gillade Wilfrid. Han tillbringade vintern i Friesland och undvek Ebroins försök till diplomati, som, enligt Stefan av Ripon, gick ut på att försöka få Wilfrid dödad. Under sin vistelse försökte Wilfrid omvända friserna som vid denna tid fortfarande var hedningar. Wilfrids biograf säger att merparten av adeln konverterade, men att hans framgångar annars var begränsade. Efter Friesland vistades han vid Dagobert II:s hov i Austrasien, där kungen erbjöd Wilfrid Strasbourgs stift, till vilket emellertid Wilfrid tackade nej. När han till slut nådde Italien togs Wilfrid emot av den langobardiske kungen Perctarit, som gav honom en plats vid sitt hov.
Påve Agatho höll en synod i oktober 679, vilken, även om den beordrade att Wilfrid skulle återinsättas och att han skulle återfå kontrollen över sina kloster, samtidigt föreskrev att de nya stiften skulle bibehållas. Wilfrid fick emellertid rätt att byta ut de nya biskoparna om han ansåg dem olämpliga för ämbetet. Kopian av Agathos dekret har i efterhand gjorda tillägg, delvis för att stödja den senare dispyten mellan Canterbury och York om överhöghet som inleddes under ärkebiskop Lanfranc efter den normandiska erövringen av England. Även om Vita Sancti Wilfrithi bekräftar grunderna i synodens dekret är det bara i dekretets avsnitt om Theodores metropolitstatus som det förmodligen förekommer felaktigheter. Synoden hade sammankallats för att diskutera det monotelistiska problemet och Wilfrids bekymmer var inte den enda frågan för synoden. Faktum är, som historikern Henry Chadwick anför, att en av anledningarna till att synoden kom att gynna Wilfrid på det sätt den gjorde, var att Agatho ville ha Wilfrids stöd för vittnesbörden om att den engelska kyrkan var fri från monoteletiskt kätteri. Även om Wilfrid inte vann en fullständig seger fick han i varje fall en påvlig bulla som begränsade antalet stift i England till 12. Wilfrid säkrade också rätten att hans kloster i Ripon och Hexham skulle övervakas direkt av påven, vilket skulle förhindra att stiftets biskopar blandade sig i ledningen av klostren.
Wilfrid återvände till England via Gallien efter synoden. Enligt Stefan av Ripon vill Ebroin fängsla Wilfrid efter Dagobert II:s död, men som genom ett mirakel lyckades han undkomma. År 680 återvände Wilfrid till Northumbria och fick träffa det kungliga rådet. Han uppvisade påvens bulla som beordrade hans restauration, men han fängslades under en kortare tid innan han åter förvisades av kungen. Under en kort tid vistades Wilfrid i mellananglernas kungadöme och i Wessex, men sökte sig snart till Sussex där han fick beskydd av kung Æthelwealh av Sussex.

## Mission i Sussex

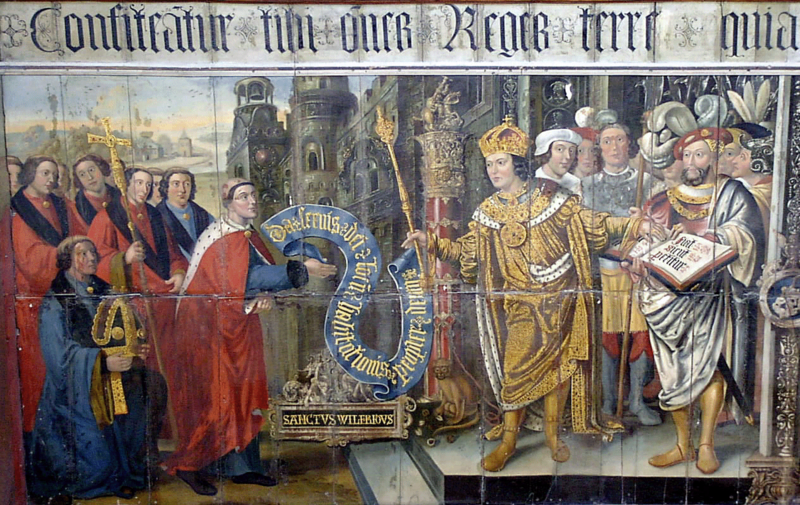
En 1500-talsmålning som visar hur kung Cædwalla bekräftar Æthelwealhs landdonation till Wilfrid.

Wilfrid tillbringade de följande fem åren med att predika för och omvända de hednatroende invånarna i Sussex, sydsaxarna. Han grundade även Selsey Abbey, på en egendom om 87 hides nära Selsey; en egendom han fått av Æthelwealh, kung över sydsaxarna. Beda tillskriver Wilfrids förmåga att omvända saxarna till det faktum att han lärde dem hur man fiskar, och ställer det mot den bristande framgång som den iriske munken Dicuill hade i ett tidigare försöka att missionera bland sydsaxarna. Beda säger också att Sussex hade varit drabbat av torka under tre år innan Wilfrid kom, men då han anlände för att döpa de nyomvända, började det regna. Wilfrid arbetade tillsammans med biskop Erkenwald av London och de hjälptes åt att ge kyrkan fotfäste i Sussex. Erkenwald å sin sida hjälpte till med att skapa försoning mellan Wilfrid och Theodore innan den senare dog år 690. Missionsuppdraget var nära att gå om intet då kung Æthelwealh dog i samband med att Cædwalla av Wessex invaderade hans rike. Wilfrid hade tidigare varit i kontakt med Cædwalla och kan ha fungerat som dennes andlige rådgivare före Cædwallas invasion av Sussex. Efter Æthelwealhs död och Cædwallas uppstigande på Wessexs tron, blev Wilfrid en av den nye kungens rådgivare och kungen konverterade. Cædwalla bekräftade Æthelwealhs landdonation i Selseyområdet och Wilfrid byggde sin katedral nära inloppet till Pagham Harbour i form av vad som numer tros vara St Wilfrid's Chapel i Church Norton.
Cædwalla sände Wilfrid till Isle of Wight, som då fortfarande var hedniskt, med syftet att omvända invånarna. När Wilfrid återvände till Northumbria överlät han missionsuppdraget till sin nevö, Beornwine, som tydligen inte var prästvigd. Kungen gav även en fjärdedel av ön till Wilfrid. År 688 avsade sig kungen tronen och begav sig på pilgrimsresa till Rom för att bli döpt, men dog strax efter ceremonin. Wilfrid var förmodligen delaktig i Cædwallas beslut att låta sig döpas i Rom.
Under sin tid i Sussex försonades Wilfrid med ärkebiskop Theodore. Vita Sancti Wilfrithi säger att Theodore uttryckte en önskan om att Wilfrid skulle efterträda honom i Canterbury. Wilfrid kan ha varit delaktig i grundandet av kloster nära Bath liksom i andra delar av Sussex, men de bevis som skall stödja detta påstående i privilegiebreven liknar de texter som Wilfrid använt i andra privilegiebrev och det finns inte några säkra bevis för att Wilfrid verkligen var inblandad.

## Återkomst till Northumbria och åter i exil

### Återkomst från exil
År 686 återkallades Wilfrid till Northumbria efter att Ecgfrith stupat i strid mot pikterna. Under 680-talet hade Theodore skapat ytterligare två stift i Northumbria: i Ripon och i Abercorn i det piktiska kungadömet, men båda blev kortlivade. Efter Ecgfriths död skrev Theodore ett brev till Northumbrias nye kung Aldfrith, till kung Æthelred av Mercia och till abbedissan av Whitby, Ælfflæd, i vilket han föreslog att man skulle träffa ett avtal om att låta Wilfrid återvända till Northumbria. Aldfrith gick med på detta. Wilfrid återvände och Bosa fick lämna York. Wilfrid fick dock inte tillbaka hela sitt biskopsdöme eftersom Hexham och Lindisfarne förblev separata säten. Den enda källan till att Bosa förvisades från York är Stefan av Ripons Vita Sancti Wilfrithi och det är därför möjligt att han inte alls förvisades, eftersom han faktiskt var biskop ända till sin död år 706.
Wilfrid tycks ha bott i Ripon och efter Cuthberts död år 687 uppbar han under en tid det administrativa ansvaret för Lindisfarnes stift. År 691 blossade de interna stridigheterna upp igen, tillsammans med tvister med kung Aldfrith om landområden och det förekom försök att få Wilfrid att ge upp sina ägor och hålla sig till Ripon. Ett förslag att göra Ripon till biskopsdöme vållade också diskussioner. Man lyckades inte nå en överenskommelse. Wilfrid lämnade Northumbria och begav sig till Mercia och Bosa återinsattes i York.
Något av känslorna kring Wilfrids förvisning kan utläsas ur ett fragment av ett brev på latin som citeras av William av Malmesbury i hans Gesta pontificum Anglorum. Enligt William skrevs brevet av Aldhelm av Malmesbury till Wilfrids abbots. I brevet ber Aldhelm prästerskapet att minnas den förvisade biskopen "som, genom att nära, lära och förebrå er uppfostrade er med faderlig kärlek" och, genom att vädja till enkla aristokratiska ideal som lojalitet, förmanar dem att inte överge sin överordnade. Vare sig William eller citatet i sig anger något datum, men brevet antas ha tillkommit under tiden för Wilfrids exil under Aldfrith på 690-talet.

### Mercia
Under sin vistelse i Mercia agerade Wilfrid som biskop med tillstånd av kung Æthelred. Kunskapen om Wilfrids liv under denna tid är inte stor, eftersom Vita Sancti Wilfrithi inte berättar särskilt mycket om den. Han anses allmänt ha varit biskop av Leicester fram till cirka år 706, varefter han antas ha överförts till Hexham. Wilfrid deltog i missionerandet bland friserna, något han hade inlett år 678 under sin vistelse i Friesland. Han bistod även Willibrord i dennes missionsarbete där, vilket var mer framgångsrikt än hans egna, tidigare försök. Willibrord var munk från Ripon och därtill född i Northumbria.
Wilfrid närvarade vid drottning Æthelthryths gravöppning i Ely Abbey år 695. Han hade varit hennes andlige rådgivare under 670-talet och hade hjälpt henne att bli nunna, mot hennes man kung Ecgfriths av Northumbria vilja. Drottningen hade anslutit sig till Ely Abbey, där hon avled 679. Ceremonin år 695 visade att hennes kropp inte hade förmultnat, vilket gjorde att hon helgonförklarades. Wilfrids vittnesbörd om hennes karaktär och oskuld noterades av Beda.
Omkring år 700 överklagade Wilfrid återigen till påven, denna gång till Sergius I, angående sin förvisning från York, varvid påven återförvisade frågan till behandling i England. År 702 höll kung Aldfrith synod i Austerfield och denna fastställde Wilfrids förvisning, varefter Wilfrid återigen begav sig till Rom för att överklaga till påven. Vita Sancti Wilfrithi återger ett tal vilket Wilfrid skall ha hållit i Rom till försvar för sina insatser under de gångna 40 åren. Synoden leddes av Berhtwald, den nye ärkebiskopen av Canterbury, och synodens beslut blev att Wilfrid skulle berövas alla sina kloster förutom Ripon och att han skulle sluta utföra de plikter som åvilade en biskop. Då Wilfrid åter protesterade hos påven fick hans fiender honom och hans vänner exkommunicerade.

### Rom och slutlig återkomst till Northumbria
På sin väg till Rom stannade Wilfrid till i Friesland för att besöka Willibrord. Då Wilfrid anlänt till London höll påven ett rådslag som beordrade att kungen av Northumbria skulle följa de tidigare påvliga besluten att återinsätta Wilfrid i hans ämbete. Wilfrid blev förlägen när han upptäckte att det påvliga hovet talade grekiska och hans biograf noterar att Wilfrid blev missnöjd då påven diskuterade överklagan med sina rådgivare på ett språk Wilfrid inte förstod. Påven föreskrev också att en ny synod skulle hållas i Britannien för att bestämma i frågan och han beordrade att Bosa, Berhtwald och Wilfrid skulle närvara. På vägen tillbaka till England drabbades Wilfrid av ett anfall i Meaux, men han var tillbaka i Kent år 705.
Aldfrith dog kort efter Wilfrids återkomst till England. Den nye kungen, Eadwulf, var tidigare sedd som en av Wilfrids vänner, men efter att ha uppstigit på tronen beordrade han Wilfrid att hålla sig borta från Northumbria. Eadwulfs styre varade bara några månader innan han avsattes till förmån för Aldfriths son Osred, för vilken Wilfrid var andlig rådgivare. Wilfrid kan ha varit en av Osreds främsta tillskyndare, tillsammans med Oswius dotter, abbedissan Ælfflæd av Whitby, och adelsmannen Beornhæth. När väl Osred hade tillträtt återinsattes Wilfrid i Ripon och Hexham år 706. Då Bosa av York dog motsatte sig emellertid inte Wilfrid beslutet att utnämna John av Beverley till ersättare. Detta betydde att John lämnade Hexham och möjliggjorde för Wilfrid att i Hexham utföra de plikter som åvilade en biskop, vilket han fortsatte med fram till sin död.

## Fler aspekter

### Sankt Oswald-kulten
Någon gång efter Osthryths flytt av Oswald av Northumbrias reliker till Bardney Abbey mellan 675 och 679, började Wilfrid, tillsammans med Hexham Abbey, uppmuntra och stödja kulten kring den döde kungen. Barbara Yorke ser detta som en viktig faktor i den betydelse som Oswald fick i Bedas arbete Historia ecclesiastica gentis Anglorum. Historikern D. P. Kirby ser Wilfrids framhållande av Oswald som en bidragande faktor till Wilfrids förvisning från York år 678. Kirby tror att Ecgfrith kände att Wilfrid föredrog Oswalds gren av den kungliga familjen i Northumbria framför sin egen. En av Wilfrids protegéer, Willibrord, missionerade bland friserna år 695, förmodligen inspirerad av Wilfrid. Willibrord kan ha ansett det vara lämpligt att lämna Northumbria där han var känd som en av Wilfrids sympatisörer.

### Klosternätverk
Wilfrids klosternätverk sträckte sig under hans samtid över minst tre engelska kungadömen. De omfattade Hexham, Ripon, Selsey och Oundle, möjligen även katedralen i Peterborough, Brixworth, Evesham Abbey, Wing i Buckinghamshire och Withington i Gloucestershire. Vid sina kloster och i sina stift lät han uppföra kyrkor i en stil liknande vad som byggdes på den europeiska kontinenten och i Rom och han reste mellan dem med ett stort följe om upp till 120 personer. Han byggde upp ett stort kontaktnät och fick många vänner, inte bara i Northumbria och i andra engelska kungadömen, utan också i Gallien, Friesland och Italien. Adelsmän sände honom sina söner för att fostras och Wilfrid var känd för att bistå sina protegéer, oavsett om de valde den kyrkliga banan eller ej. Historikern Peter Brown har lanserat teorin att en av anledningarna till Wilfrids exil år 678 var att han överskuggade kungen som mecenat. Hans kontaktnät sträckte sig så långt som till langobardernas rike i Italien, där det bland annat omfattade kung Perctarit och dennes son Cunipert.
Wilfrid var en produktiv kyrkobyggare, vilka han sedan kom att kontrollera fram till sin död, och han var skicklig i att samla in medel i form av landområden och pengar från många av de kungar han stod i kontakt med. Han hade en god förmåga att få stöd av mäktiga kvinnor, särskilt drottningar. Drottning Eanflæd, hans första tillskyndare, introducerade honom till flera hjälpsamma personer och han kom senare att få stöd av drottning Æthelthryth, vilken gav honom förläningen för Hexham Abbey. Ælfflæd, syster till kung Aldfrith av Northumbria och dotter till Wilfrids långvariga tillskyndare drottning Eanflæd, bidrog till att övertala northumbrierna att låta Wilfrid återvända från sin sista exil.

### Byggare och konstnärlig tillskyndare
I Hexham lät Wilfrid uppföra en kyrkobyggnad för 2000 personer, bland annat med sten från Hadrianus mur. 1100-talsförfattaren Ailred av Rievaulx, vars familj hjälpte till att återuppbygga Hexham, tillskrev Wilfrid som byggherre uppförandet av en kyrka som var vackert utsmyckad med målningar och skulpturer. Det verkar som om kyrkorna i Hexham och i Ripon (även den uppförd av Wilfrid) var långhuskyrkor av en typ som var vanlig på kontinenten. Ripon var den första kyrkan i Northumbria som hade en portik, porticus, liknande de som fanns på kyrkor i Kent. Redogörelser från pilgrimer från 1100-talet vittnar om att kyrkan i Hexham inte stod sina likar i Rom efter. Kryptan i såväl Ripon som Hexham är ovanliga till sitt utförande och Wilfrid avsåg kanske att de skulle efterlikna Roms katakomber som han hade sett på sina resor. Kryptorna finns fortfarande kvar, även om Wilfrids kyrkobyggnader ersatts av senare konstruktioner. Kyrkorna försågs med fönster med glasmålningar, skapade av hantverkare som hämtades från kontinenten.
Utöver sina byggprojekt beställde också Wilfrid konstverk för att smycka kyrkorna, till exempel altarkläden i silke med guldtrådsbroderier och en evangeliebok skriven med guldbokstäver på purpurrött pergament. Evangelierna bands sedan in i guldpärmar som smyckats med ädelstenar. När kyrkan i Ripon invigdes hölls en tre dagar lång fest för att fira tilldragelsen. Boken, som var en gåva till Ripon, finns inte längre kvar.

## Frånträde och död
Efter sin slutgiltiga återkomst till Northumbria drog sig Wilfrid tillbaka till klostret i Ripon där han bodde till sin död under ett besök i Oundle, då han var 75 år gammal. Lite över ett år innan han dog år 709 eller 710 drabbades han av ytterligare ett slaganfall vilket ledde till att han gjorde föranstaltningar för hur hans kloster och ägodelar skulle fördelas. Han begravdes vid altaret i sin kyrka i Ripon. Beda redogör för hans gravvård. I Hexham efterträddes Wilfrid av Acca av Hexham, en av Wilfrids protegéer som hade följt med honom till Rom år 703. Klostret i Ripon firade den första årsdagen av Wilfrids död med en minnesgudstjänst där abbotarna från samtliga Wilfrids kloster deltog. En vit båge sägs ha uppstått i himmelen från gaveln i den kyrka där han lades till vila.
Wilfrid lämnade stora summor till sina kloster vilket gjorde det möjligt för dem att köpa sig kungens gunst. Strax efter Wilfrids död skrev munken Stefan av Ripon verket Vita Sancti Wilfrithi. Den första utgåvan kom cirka 715 och följdes av en reviderad utgåva under 730-talet, vilket gjorde den till den första biografin i England som skrivits av en samtida person. Den beställdes av två av Wilfrids anhängare, Acca av Hexham och abboten av Ripon, Tatbert. Stefans Vita bemödar sig om att rättfärdiga Wilfrid och att förespråka hans helgonförklaring, vilket gör att historikerna använder sig med försiktighet av verket, även om det i sig är en ovärderlig källa till Wilfrids liv och hans samtidshistoria.

## Eftermäle

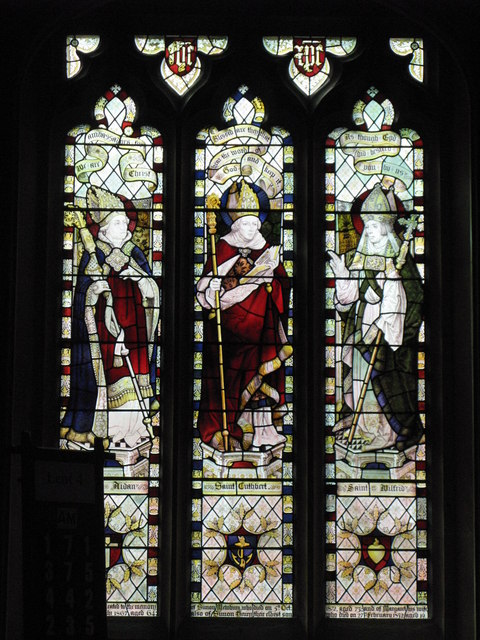
Wilfrid (till höger), med helgonen Cuthbert av Lindisfarne (mitten) och Aidan av Lindisfarne (vänster), avbildade i en glasmålning i en modern kyrka nära Acomb.

Wilfrids festdag enligt helgonkalendern är den 12 oktober eller den 24 april. Båda dagarna firades i England under tidig medeltid, men aprildagen var först att införas i de liturgiska kalendrarna. Aprildagen är det datum då hans reliker fördes till sitt nya vilorum. Omedelbart efter Wilfrids död började en helgonkult byggas kring hans kvarlevor och det hävdades att mirakel inträffat på den plats där vattnet slogs ut efter att hans kropp tvättats. I Ripon växte en kult fram efter hans död och fortsatte till år 945, då kung Eadred förstörde kyrkan i Ripon. Efter förstörelsen flyttade ärkebiskop Oda av Canterbury Wilfrids reliker till katedralen i Canterbury. Det finns en redogörelse för detta i ett förord som Oda skrev till Frithegods senare diktverk om Wilfrids liv. Enligt Byrhtferths Vita Sancti Oswaldi eller Den helige Oswalds liv, skall Odas brorson, ärkebiskop Oswald av Worcester, ha förvarat relikerna i Ripon och återuppbyggt klosterkommuniteten för att vårda dem. De två redogörelserna är inte lätta att få att stämma överens, men det är möjligt att Oswald samlade ihop andrahandsreliker som hans farbror missat och lät föra dessa till Ripon.1100-talsförfattaren Eadmer, som skrev verket Vita Sancti Wilfrithi, valde att förhålla sig på just detta sätt till de två divergerande redogörelserna för hur Wilfrids reliker hanterats och han verkar vara den första som lanserade denna möjlighet. Relikerna i Canterbury placerades i högaltaret år 948, men efter att katedralen brunnit år 1067 fördes de över till ett eget relikvarium.
Efter den normandiska erövringen av England fortsatte Wilfrid att dyrkas, med 48 kyrkor uppkallade efter honom och reliker på 11 platser. Under 1800-talet firades Wilfrid den första söndagen efter Lammas i Ripon med en parad och en galopptävling, en tradition som upprätthölls till minst år 1908. Wilfrid vördas i den romersk-katolska kyrkan, den östortodoxa kyrkan och den anglikanska kyrkogemenskapen. Han avbildas vanligen som biskop då han predikar eller döper, eller som biskop i full ornat med kräkla.
Wilfrid var en av de första biskoparna som tog hem heliga reliker från Rom. Påvestolen försökte förhindra att kroppsdelar avlägsnades från Rom och försökte få samlarna att hålla sig till sådant som hade kommit i kontakt med kvarlevorna, till exempel damm och tyg. Wilfrid var känd som förespråkare för benediktinsk monasticism, och såg den som ett verktyg för sina ansträngningar att "utrota skottarnas giftiga sådd". Han uppförde omfattande anläggningar i Ripon och Hexham och hade en livsstil värdig en monark. På grund av sina olika förvisningar grundade han kloster över stora delar av de brittiska öarna och dessa anläggningar förblev under hans kontroll fram till hans död. Anläggningarna, med Hexham i spetsen, bidrog till att förena de gaeliska och romerska varianterna av kristendom i Northumbria, vilket i sin tur bidrog till en stor ökning inom lärdom och mission; Beda och Alcuin fanns bland de elever som kom från northumbriska kloster som inspirerats av Wilfrid. Missionärer som följde Wilfrids exempel begav sig till exempel från Northumbria till kontinenten, där de omvände hedningar i Tyskland och annorstädes.
Det har sagts att Wilfrid "hamnade i konflikt med snart sagt varenda framstående världslig och kyrklig person i sin samtid". Hindley, historiker specialiserad på anglosaxarna, säger att "Wilfrid skulle inte kunna bli helgonförklarad till följd av den kristna dygden ödmjukhet". Historikern Barbara Yorke har sagt att "Wilfrids karaktär var sådan att han verkar ha kunnat locka och uppröra till lika stora delar". Hans samtida, Beda, stödde visserligen det romersk-katolska sättet att datera påsken, men han var samtidigt munk och behandlade alltid Wilfrid lite osäkert, med viss oro för hur Wilfrid uppträdde, både som prästman och som biskop. Historikern Eric John anser att det var just Wilfrids passion för monasticism som fick honom att tro att det enda sättet för kyrkan att förbättras var genom monasticism. John kopplar Wilfrids många vädjanden till Rom som ett tecken på hans vilja att hålla samman sitt klosterimperium, snarare än på egennytta. John ifrågasätter också bilden av Wilfrid som förtjust i pompa och ståt, genom att påpeka att jämförelsen mellan iriska missionärer som gick till fots och Wilfrid som red bortser från det faktum att det snabbaste transportsättet under medeltiden var till häst.
Historikern Peter Hunter Blair sammanfattar Wilfrids liv så här: "Wilfrid påverkade kraftigt den engelska kyrkans karaktär under 600-talet. Han var inte en ödmjuk man, inte heller var han, så vitt man kan se, en man som var särskilt intresserad av lärdom och kanske skulle han ha känt sig mer hemmastadd som del av det gallo-romerska episkopatet där den rikedom som skaffade honom fiender i England skulle ha passerat oförmärkt och där hans inblandning i statsangelägenheter inte lika sannolikt skulle ha lett till fängelse." R. W. Southern, en annan modern historiker, säger att Wilfrid var "århundradets störste påvlige entusiast". Historikern James Campbell, som specialiserat sig på den anglosaxiska eran, sade att "han var absolut en av de största kyrkomännen av sin tid. Han var asketisk, hölls av några för att vara ett helgon, grundade flera kloster enligt benediktinregeln, etablerade kristendomen i Sussex och försökte göra det i Friesland. Samtidigt var hans liv och hans sätt till vissa delar likt det hos en framstående anglosaxisk adelsman".